# Tropicus bocheronensis
Tropicus bocheronensis là một loài bọ cánh cứng trong họ Heteroceridae. Loài này được Skalický miêu tả khoa học đầu tiên năm 2002.